# Łąka w Bęczkowicach
Łąka w Bęczkowicach – obszar mający znaczenie dla Wspólnoty (specjalny obszar ochrony siedlisk) sieci Natura 2000 położony w województwie łódzkim na terenie gmin Łęki Szlacheckie i Masłowice.
Obejmuje łąki znajdujące się na lewym brzegu rzeki Luciąży, na odcinku ok. 500 m. W skład ostoi wchodzą brzegi rzeki, porastające je zarośla wierzbowe, a także wykształcone na torfowiskach łąki. Teren do połowy lat 80. XX wieku był wykorzystywany rolniczo – koszony i wypasany, a wcześniej wydobywano tu również torf. Co najmniej od kilkunastu lat zaniechano tu gospodarki rolnej, a od lat 50. XX wieku nie wydobywa się torfu.
Mimo obecności rowów melioracyjnych, na torfowisku zachowały się w miarę prawidłowe stosunki wodne. Stwierdzono tu 5 rodzajów siedlisk z załącznika I Dyrektywy Siedliskowej. Obszar jest ostoją dużej populacji lipiennika Loesela, gatunku znajdującego się w załączniku II Dyrektywy Siedliskowej. Ponadto znajdują się tu stanowiska kilku rzadkich gatunków roślin, a także jednego ssaka, wydry, figurującej w załączniku II tej dyrektywy.

## Przyroda
Stwierdzono tu występowanie wielu rzadkich i chronionych gatunków roślin, w tym podlegających całkowitej ochronie prawnej:
- storczyk lipiennik Loesela (najcenniejszy stwierdzony gatunek),
- turzyca Davalla,
- kruszczyk błotny,
- goździk pyszny,
- rosiczka okrągłolistna,
- nasięźrzał pospolity

oraz pięciu podlegających ochronie częściowej:
- kukułka krwista,
- kukułka szerokolistna,
- kruszyna pospolita,
- bobrek trójlistkowy,
- jaskier wielki.

## Gatunki chronione na mocy dyrektywy siedliskowej
- bóbr europejski
- wydra europejska

## Zagrożenia
Wśród najpoważniejszych należy wymienić możliwość odwodnienia istniejącą siecią rowów, nadmierny rozwój zarośli wierzbowych spowodowany zaniechaniem koszenia i wypasania łąk oraz nielegalne wydobycie torfu.